# Élections législatives sud-ossètes de 2019
Les élections législatives sud-ossètes de 2019 ont eu lieu le 9 juin 2019. Elles permettent de renouveler les 34 sièges du Parlement de l'Ossétie du Sud.

## Système électoral
Un nouveau système électoral a été introduit avant les élections, introduisant un système électoral mixte, avec 17 des 34 sièges élus au scrutin proportionnel dans une seule circonscription nationale et les 17 autres élus au scrutin majoritaire uninominal à un tour dans différentes circonscriptions. Entre 2004 et 2014, tous les sièges étaient élus au scrutin proportionnel. 

## Résultats

### Résultats généraux
|                           |                            |                 |                 |                 |                  |                  |                  |       |               |  |
| Partis                    | Partis                     | Proportionnelle | Proportionnelle | Proportionnelle | Circonscriptions | Circonscriptions | Circonscriptions | Total | +/-           |  |
| Partis                    | Partis                     | Voix            | %               | Sièges          | Voix             | %                | Sièges           | Total | +/-           |  |
|                           | Ossétie unie               | 7 778           | 34,96           | 7               | 4 713            | 24,17            | 7                | 14    | 6             |  |
|                           | Parti du peuple sud-ossète | 4 849           | 21,79           | 4               | 1 776            | 9,11             | 1                | 5     | 1             |  |
|                           | Nykhaz                     | 3 198           | 14.37           | 3               | 1 211            | 6,21             | 1                | 4     | en stagnation |  |
|                           | Unité du peuple            | 2 883           | 12,96           | 2               | 2 139            | 10,97            | 1                | 3     | 3             |  |
|                           | Parti communiste           | 1 622           | 7,29            | 1               | 1 263            | 6,48             | 0                | 1     | 2             |  |
|                           | Parti socialiste "Patrie"  | 710             | 3,20            | 0               | 7                | 0,04             | 0                | 0     | en stagnation |  |
|                           | Parti de l'unité           | 630             | 2,83            | 0               |                  |                  |                  | 0     | en stagnation |  |
|                           | Mère-patrie                |                 |                 |                 | 272              | 1,40             | 0                | 0     | en stagnation |  |
|                           | Indépendants               |                 |                 |                 | 6 993            | 35,87            | 6                | 6     | 6             |  |
|                           | Aucun de ces candidats     | 579             | 2,60            | –               | 1 123            | 5,76             | –                | –     | –             |  |
|                           |                            |                 |                 |                 |                  |                  |                  |       |               |  |
| Votes valides             | Votes valides              | 22 249          | 95,28           |                 | 19 497           | 94,94            |                  |       |               |  |
| Votes blancs et invalides | Votes blancs et invalides  | 1 102           | 4,72            | 1 040           | 5,06             |                  |                  |       |               |  |
| Total                     | Total                      | 23 351          | 100             | 17              | 20 537           | 100              | 17               | 34    | en stagnation |  |
| Abstentions               | Abstentions                | 11 903          | 33,78           |                 | 13 417           | 39,52            |                  |       |               |  |
| Inscrits / participation  | Inscrits / participation   | 35 254          | 66,24           | 33 954          | 60,48            |                  |                  |       |               |  |

### Députés élus en circonscriptions
- Circonscription électorale n ° 1 - Ivan Kazbekovich Slanov;
- Circonscription électorale n ° 2 - Anatoly G. Tadtaev;
- Circonscription électorale n ° 3 - Muldarov Garry Vitalievich;
- Circonscription électorale n ° 4 - Tedeev Artur Akakievich;
- Circonscription électorale n ° 5 - Konstantin Georgievich Kisiev;
- Circonscription électorale n ° 6 - Gagloyev Malkhaz Nugzarovich;
- Circonscription électorale n ° 7 - Kokoev Valery Tegaevich;
- Circonscription électorale n ° 8 - Gagloyev Alan Irbegovich;
- Circonscription électorale n ° 9 - Valiev Ibragim Khazbievich;
- Circonscription électorale n ° 10 - Ikoev Sarmat Nikolaevich;
- Circonscription électorale n ° 11 - Kvezerov Arsen Aslanovich;
- Circonscription électorale n ° 12 - Ruslan Pavlovich Khudzhiev;
- Circonscription électorale n ° 13 - Vladimir Gelayevich Bazaev;
- Circonscription électorale n ° 14 - Ikoev Vitaly Zaurovich;
- Circonscription électorale n ° 15 - Dmitri Kotayev Khsarbegovich;
- Circonscription électorale n ° 16 - Driaev Zaza Nodarovich;
- Circonscription électorale n ° 17 - Ilya Frangelovich Khubulov.